# Bartsch Kata
Bartsch Kata (Marcali, 1979. november 22. –) magyar színésznő, casting director.

## Életpályája
Gyermekkorát Kaposváron töltötte. 2004-ben végzett a Színház- és Filmművészeti Egyetemen Hegedűs D. Géza osztályában. 2004–2008 között a kaposvári Csiky Gergely Színház tagja volt. 2008-tól szabadúszó. Egy ideig Londonban is élt. Rendszeresen szinkronizál is.
Két gyermek édesanyja.

## Film- és tévés szerepei
- Valami madarak (magyar film, 2023) – Eladó
- Mesterjátszma (magyar film, 2023) – Anyuka
- Mellékhatás (magyar filmsorozat, 2023) – Emília
- Nino bárkája (magyar film, 2019)
- Válótársak (magyar filmsorozat, 2015) – Gabi
- Anyám és más futóbolondok a családból (magyar filmdráma, 2015) – Dugó
- Az elmenetel (magyar kisjátékfilm, 2015) – Ápoló
- Aranyélet (magyar tévésorozat, 2015) – Ápoló
- Liza, a rókatündér (magyar film, 2015) – Kriszta
- Parkoló (magyar játékfilm, 2014) – Eszter
- Fapad (magyar vígjátéksorozat, 2014–2015) – Kővágó Kinga
- Couch Surf (magyar vígjáték, 2014) – Emma
- Lieb Ferenc, az edelényi festő (magyar kisjátékfilm, 2013) – Ágnes
- Munkaügyek (magyar tévésorozat, 2013) – Erika
- Berosált a rezesbanda (magyar ifjúsági film, 2013) – polgármesterné (csak hang)
- Nyár utca, nem megy tovább (2011) – Színésznő
- Utolér (magyar thriller, 2010) – Alma
- Átok (magyar filmsorozat, 2010–2011) – Márta / Pszichológus
- Nulladik találkozás (magyar kisjátékfilm, 2010) – Asszisztens
- Poligamy (magyar romantikus vígjáték, 2009) – Lilla 5.
- Barbárok (magyar kisjátékfilm, 2009)
- Presszó (magyar tévésorozat, 2008) – Fiatal nő
- Noé bárkája (magyar filmdráma, 2006) – Sikéné
- Lora (magyar romantikus dráma, 2006) – Edit
- Playing God (magyar kísérleti film, 2004) – Szőke ribanc 1.

## Díjai, elismerései
- POSZT, 2008 ( legjobb 30 éven aluli színésznő) – Dennis Kelly: Love and Money (rendező: Göttinger Pál)